# 庫特·胡伯

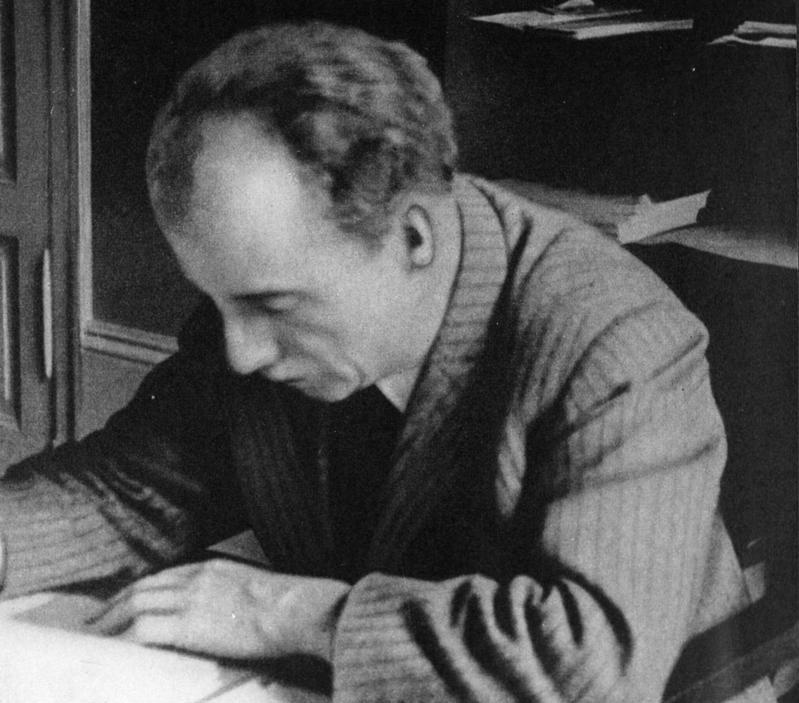
庫特·胡伯

庫特·胡伯（德語：Kurt Huber，1893年10月24日—1943年7月13日）德国哲学家，心理学家，音乐理论家，反纳粹学生组织“白玫瑰”成员。

## 早年生活

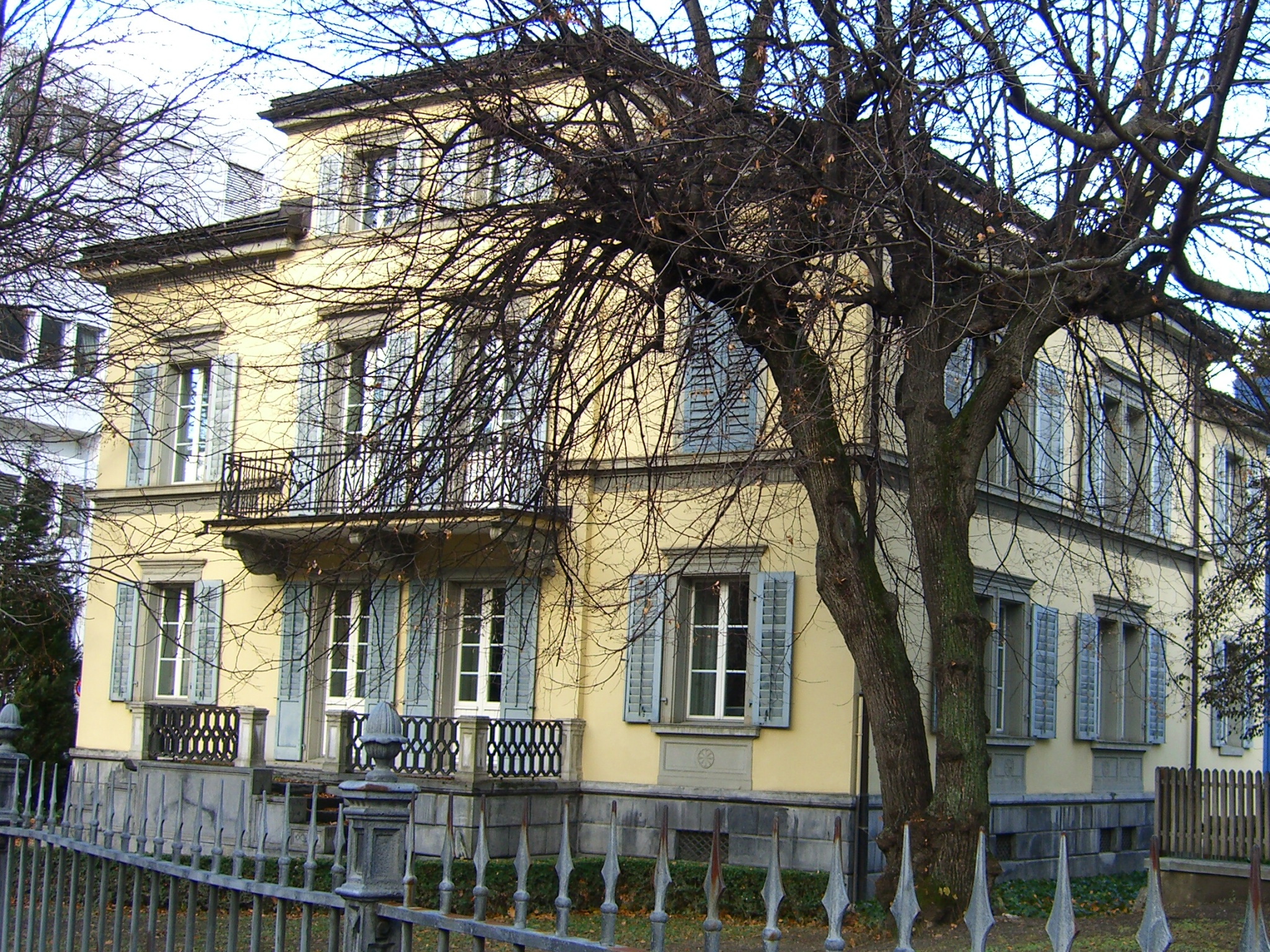
胡伯位於庫爾的出生地

胡伯出生於瑞士的庫爾，父母均為德國人。早先其隨父母於斯圖加特生長，在此度过了他的学生时光，并于艾伯哈特-路德维希文理中学毕业。1911年父亲早逝后随母亲及兄弟姐妹至慕尼黑居住。胡贝尔在慕尼黑大学学习音乐、哲学和心理学，于1917年通过关于文艺复兴音乐家艾瓦·德·文托的博士论文：最高的赞美。
三年后（1920年）获得助教资格，1926年成为慕尼黑大学的编外教授。胡贝尔所教授的心理学及方法论课程为他的政治不正确提供了一种特别的保护。受纳粹大学政策的影响，胡贝尔在1933年成为正式教授的任命受到阻碍，官方只给出这样简短的回答：库尔特·胡贝尔幼年的中风带来的神经病症严重地影响了他的躯体感知。而真正的原因则是胡贝尔的同僚，赫伯特·格里科，的揭发，在一封1936年11月19日通过他人写给帝国学生辅导员的信中，格里科写道：“胡贝尔对天主教的同情，甚至公开地对其它党派的同情都是确凿无疑的。”
在1940年1月18日慕尼黑国家社会主义德国工人党报的评论中，胡贝尔更进一步被称作“可疑的”，但这种意见没有被广泛接受。胡贝尔之后于1940年2月15日申请成为纳粹党员，编号8.282.981。在1943年2月被捕后，纳粹党于1943年4月3日将他除名。
胡贝尔的两个引人注目的学术重点源于他的音乐天赋。他对民歌的研究有特别的兴趣，与民歌歌手卡尔·奥夫，音乐人吉姆·保利共同引导了民歌在拜恩地区的流行。在胡贝尔和保利的筹划下，1930年在伊根举办了第一届上拜恩音乐节，众多来自拜恩和蒂罗尔民乐乐队登台表演。保利和胡贝尔的行动在很大程度上让民乐在拜恩被重新关注，同时也引导了民乐音乐人对民乐的重新思考。通过音乐心理学、音乐美学和天主教的研究出版物，胡贝尔不断提升他在学术界的声誉。这也促成了他1937年在柏林的教职委任，在那里，他建设了民乐档案室。胡贝尔被许诺可以在大学教授音乐，但因忙于为纳粹学生国防军谱写战歌，被他自己回绝。之后胡贝尔教授为了与他的妻子能够团聚，又回到了慕尼黑。
胡贝尔与他妻子克拉拉的儿子，沃尔夫冈·胡贝尔（1939- ），后来成为艾希斯特的日耳曼学家。

## 反抗運動
汉斯·朔尔和亚历山大·许墨瑞与胡贝尔相识于慕尼黑的政治反对者集会，他们从1942年12月开始进行私人集会。他们一同撰写了1943年1月的第五张传单“德意志的反抗者们，一同来影响你的兄弟姐妹！”由这些公开的自述，反抗者们将这个非政治的符号，白玫瑰，作为自己的象征。这些知识份子反抗者们从1942年中期就开始呼吁人们反对纳粹暴政。
在1943年1月13日慕尼黑纳粹头目保罗·吉斯勒为慕尼黑大学470年校庆所作的对战伤老兵带有侮辱性的拙略演讲中，男女学生们发起了真正的抗议活动。随着第六集团军在斯大林格勒的覆灭，战败的必然性被越来越多的人所相信，由之唤起的失败主义言论推动着对最高领袖和纳粹党的反抗。胡贝尔起草了第六份（也是最后一份用于分发的）传单（同学们！），他用爱国主义的语句写下：“德意志的青年会像从前一样，向最可憎的暴君算账”，汉斯·朔尔和亚历山大·许墨瑞在这段文字的草稿上添上了如下部分：
“同学们，你们将自己奉献给国防军的前线与后方，你们直面敌人或在战地医院，亦或在军火工厂等地工作。除了不计形式地消灭俄国的布尔什维克，我们没有被赋予任何别的目的。让我们对这堂皇的国防军说不。”
传单未分发完毕时，白玫瑰决定，将剩下的传单在慕尼黑大学里散发。这项决定为他们带来了厄运。
1943年2月18日，朔尔兄妹在慕尼黑大学校园内分发传单，在将最后剩余的几张传单从屋顶抛下时，被房屋管理员雅克布·施密特发现同时告密，后被迅速逮捕并移交盖世太保。

### 審判與處決
2月22日，在朔尔兄妹与克里斯托弗·普罗布斯特被判处死刑的同时，人民法院在第二场审判中宣布了库尔特·胡贝尔，威利·格莱夫和亚历山大·许墨瑞的死刑。1943年7月13日，慕尼黑-施塔特海姆，在格莱夫于12日被执行死刑后，胡贝尔和许墨瑞被断头台斩首。
在1943年4月19日人民法院的辩护陈述上，胡贝尔承认自己的道义诉求和政治信念，如《心理学图史》的作者克劳斯·韦伯所刻画的，这个陈述是保守的与民粹主义的。韦伯评估了胡贝尔反纳粹的政治理由：纳粹既破坏了真正的民族共同体，又完全不能实现大德意志帝国。胡贝尔没有将对他的指控与种族主义相关联，而是关注于人及其言论的自由，正是这种自由构成了法治国家的基础和人类彼此间的信任：
真正的民族共同体的根本性需求在于系统地消除人与人之间信任的阻碍。对一民族共同体而言，最悲剧的判决莫过于承认：一个人绝不应该相信他的邻居胜于信任他的孩子，这也是我们每个人都应该坦白的实情[…]一个国家，若封锁每一条自由的言论，若将每一个合乎道德与理性的批判和每一份良性建议都悲剧性地冠以叛国，这种制度的保持将出现一个不会思考的德意志民族、一个“感觉良好”的德意志帝国[…]对我而言[…]这陈述告诫着我们去思考什么是帝国唯一长久的根基，什么是德意志民族共同体诞生之始最迫切的需求。对这问题的无视将导致德意志精神的陨落，每个德国人也终要为此负责。
1943年7月13日，胡贝尔在临刑前为他家人留下离别信：“为我高兴吧！我得以为我的祖国而死。为这样一个公正美丽的祖国，这一点从这场战争就能看出来”（他人转述）。行刑时，他喊着：“为新德国奋斗！”而死。
库尔特·胡贝尔的遗体被葬于一个家庭坟墓中，坟墓位于慕尼黑-哈登的Waldfriedhof老区21-W-22。

## 紀念
慕尼黑大學主要建築對面的廣場便是以胡伯教授為名，稱為「胡伯教授廣場」，以作為紀念。胡伯教授也因為其在獄中成書的莱布尼茨传而為人所知。

## 參照
1. 1 2 3 4  Prieberg, Fred K. . CD-Rom-Lexikon: CD-Rom-Lexikon. Kiel 2004: S. 3221. ISBN Quelle BA NS 15/5. 请检查|isbn=值 (帮助).
2. 1 2  Ueberschär, Gerd R. . Frankfurt am Main. 2013: S. 42.
3. 1 2 3  Weber, Klaus. . München. 1993: S. 186 und siehe [Kurt Huber]: Professor Kurt Huber's defense speech. In: James Donohoe: Hitler's conservative opponents in Bavaria 1930–1945. A study of Catholic, monarchist, and separatist anti-Nazi activities. E. J. Brill, Leiden 1961, S. 317–328, hier S. 327.
4. ↑  Donohoe, James. . 1961: S. 317–328, hier S. 327.
5. 1 2  Petry, Christian. . München. 1968: S. 216.

## 外部連結
- Kurt Huber at "The White Rose" (jlrweb) （页面存档备份，存于）
- http://www.spiritone.com/~gdy52150/front-huber.gif （页面存档备份，存于）